# Serock
Pour les articles homonymes, voir Serock (homonymie).
Serock (prononciation : [ˈsɛrɔt͡sk]), dite aussi Serotsk en français, (en russe : Сероцк ; en hébreu : סרוצק ; en yiddish : סעראצק), est une ville située dans le powiat de Legionowo de la voïvodie de Mazovie dans le centre de la Pologne.
Elle est située à environ 40 kilomètres au nord de Varsovie, la capitale de la Pologne.
Elle est le siège administratif de la gmina appelée gmina de Serock.

## Histoire
Colonie slave de Mazovie fortifiée depuis 1065 au moins, édifiée sur la rive nord du lac de Zegrze, elle reçut les privilèges urbains en 1417, privilèges renouvelés en 1923.
Avant l’invasion allemande, la ville comptait une communauté juive considérable, dont il ne restait aucune trace jusqu’à une date récente ; mais au cours de l’été 2000, le descendant d’un habitant de Serock découvrit dans le jardin de la ville un amoncellement de pierres tombales de personnes juives (matzevot). En 2006, des membres de la Commission de numérisation des registres juifs d'état-civil en Pologne confirmèrent ce fait ; depuis, des pourparlers sont en cours avec les autorités polonaises pour ériger un mémorial à la communauté disparue sur l’emplacement de l'ancien cimetière juif. La Commission américaine pour la Conservation des sites historiques américains Outre-Mer, menée par le juge Lee R. Seeman, a pris l'affaire en main.
De 1975 à 1998, la ville appartenait administrativement à la voïvodie de Varsovie.

## Relations internationales

### Jumelage
La ville de Serock est jumelée avec:
- Italie - Celleno
- Pologne - Dzierżoniów
- Lituanie - Ignalina
- République tchèque - Lanškroun
- Pologne - Radzionków

## Galerie

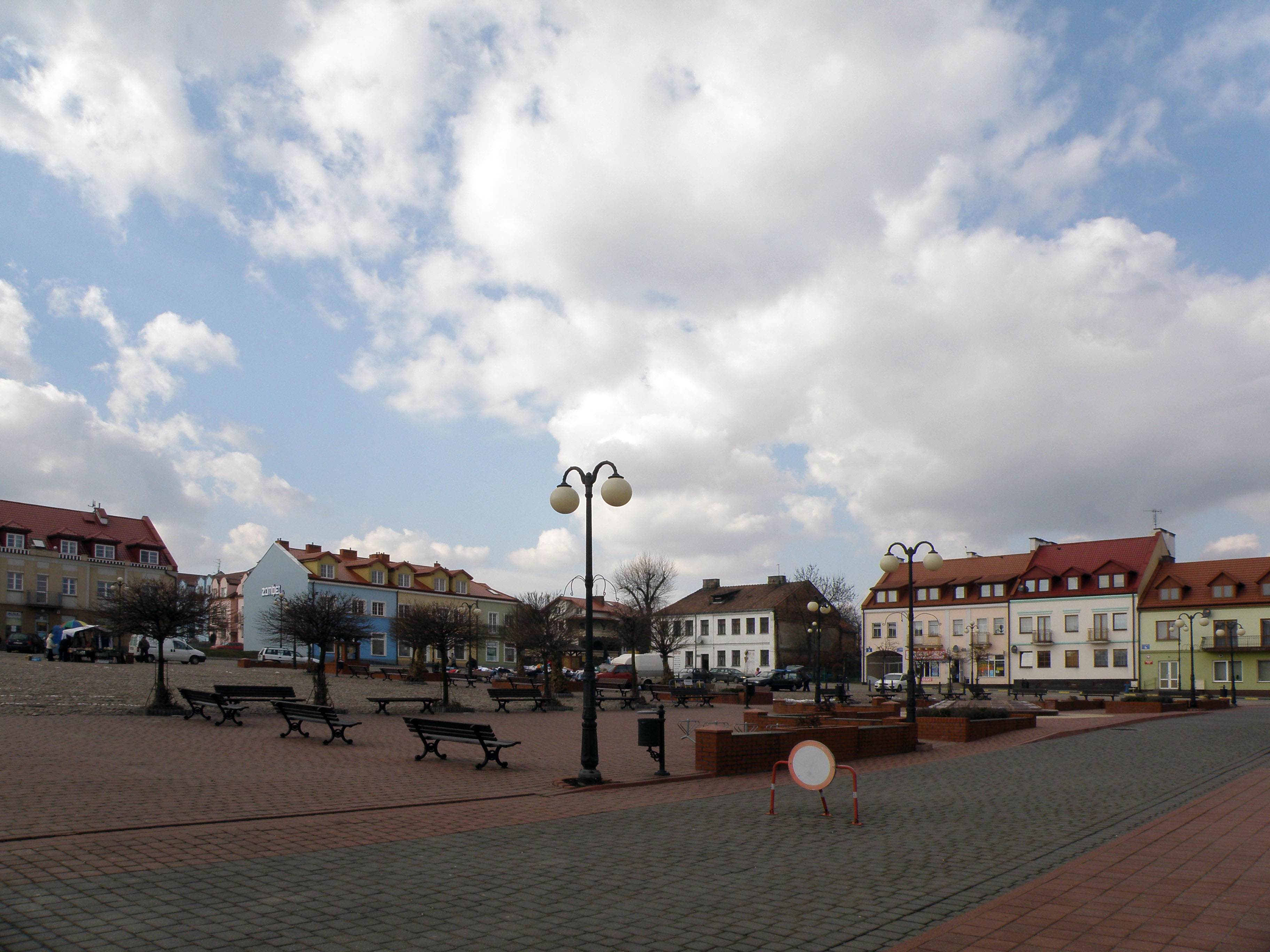
La place du marché
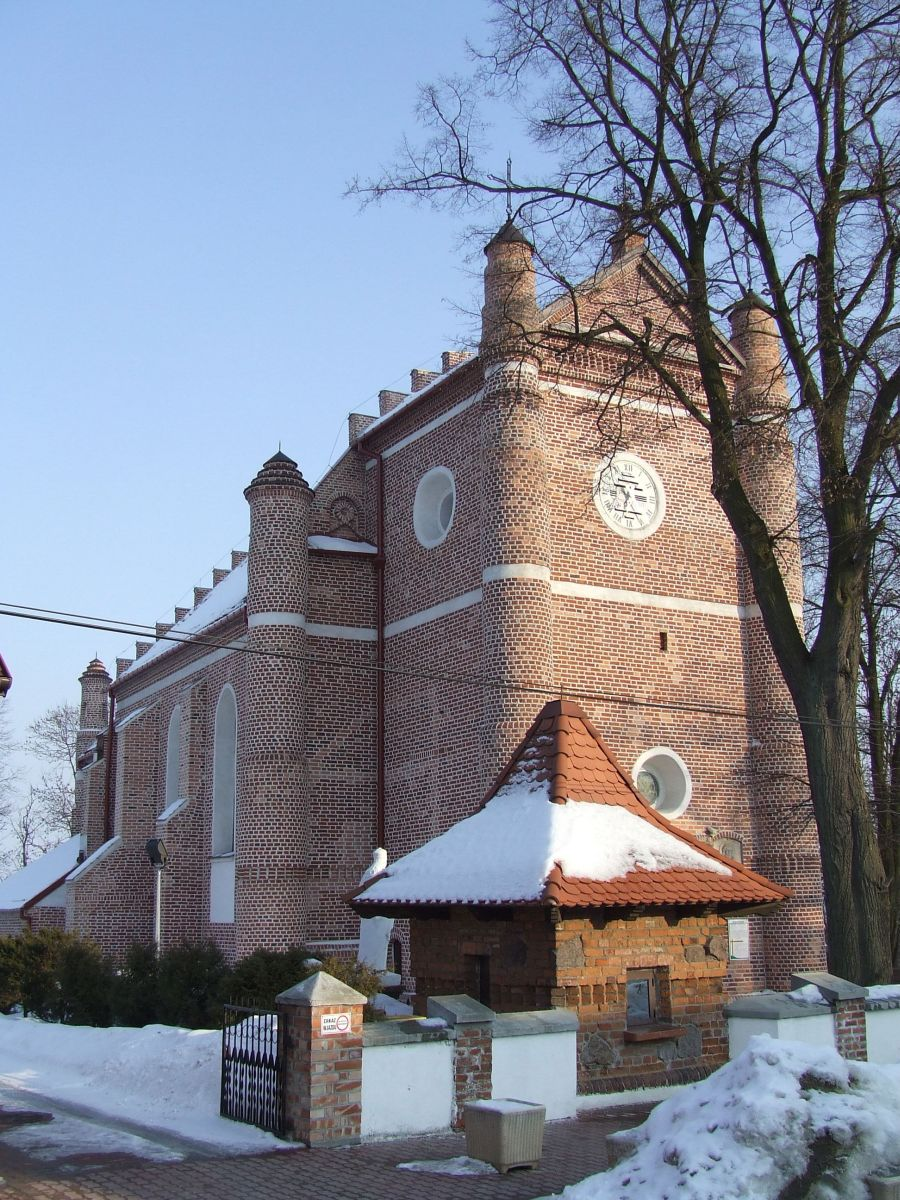
L'église de Serock
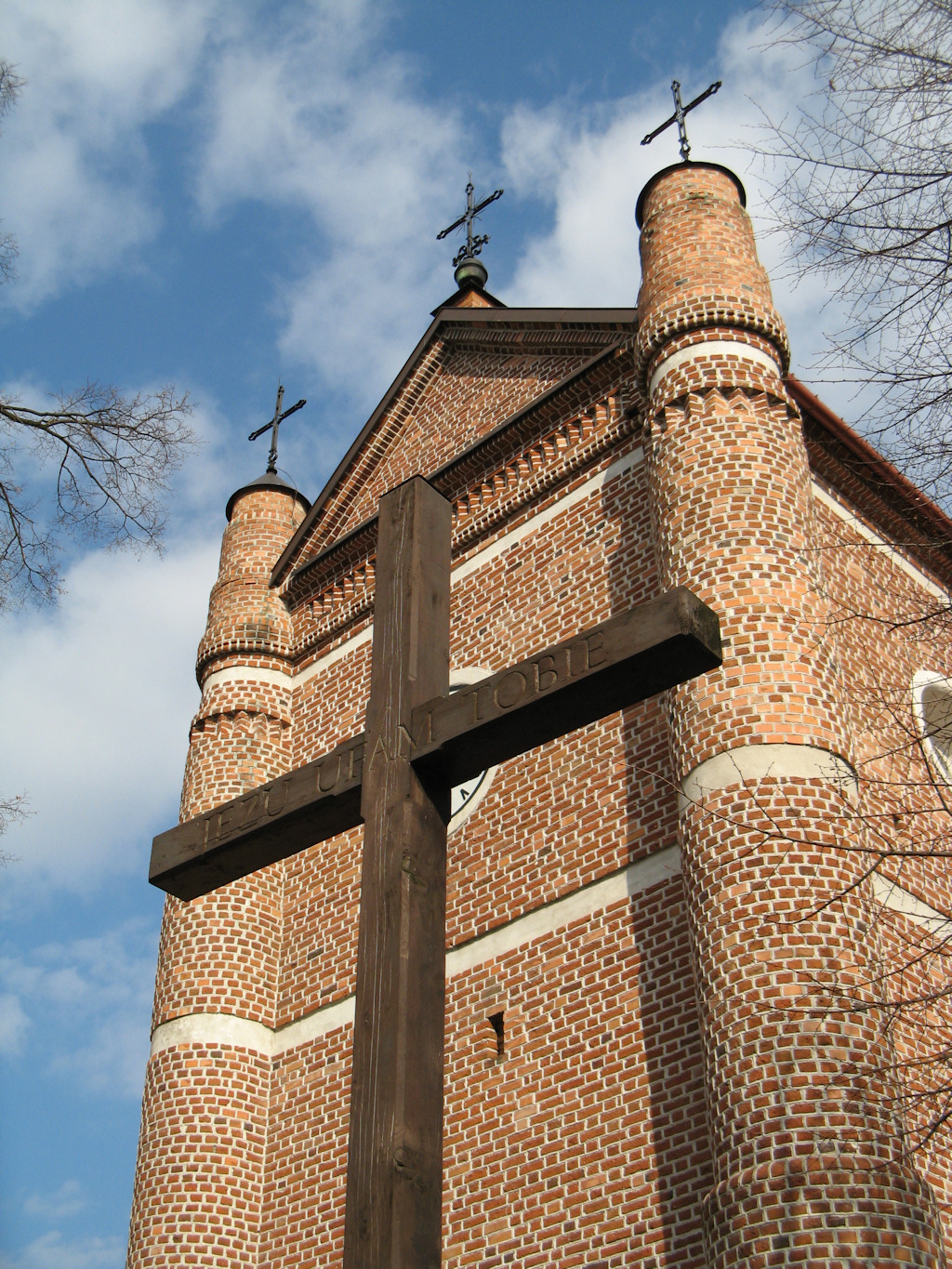
L'église de Serock
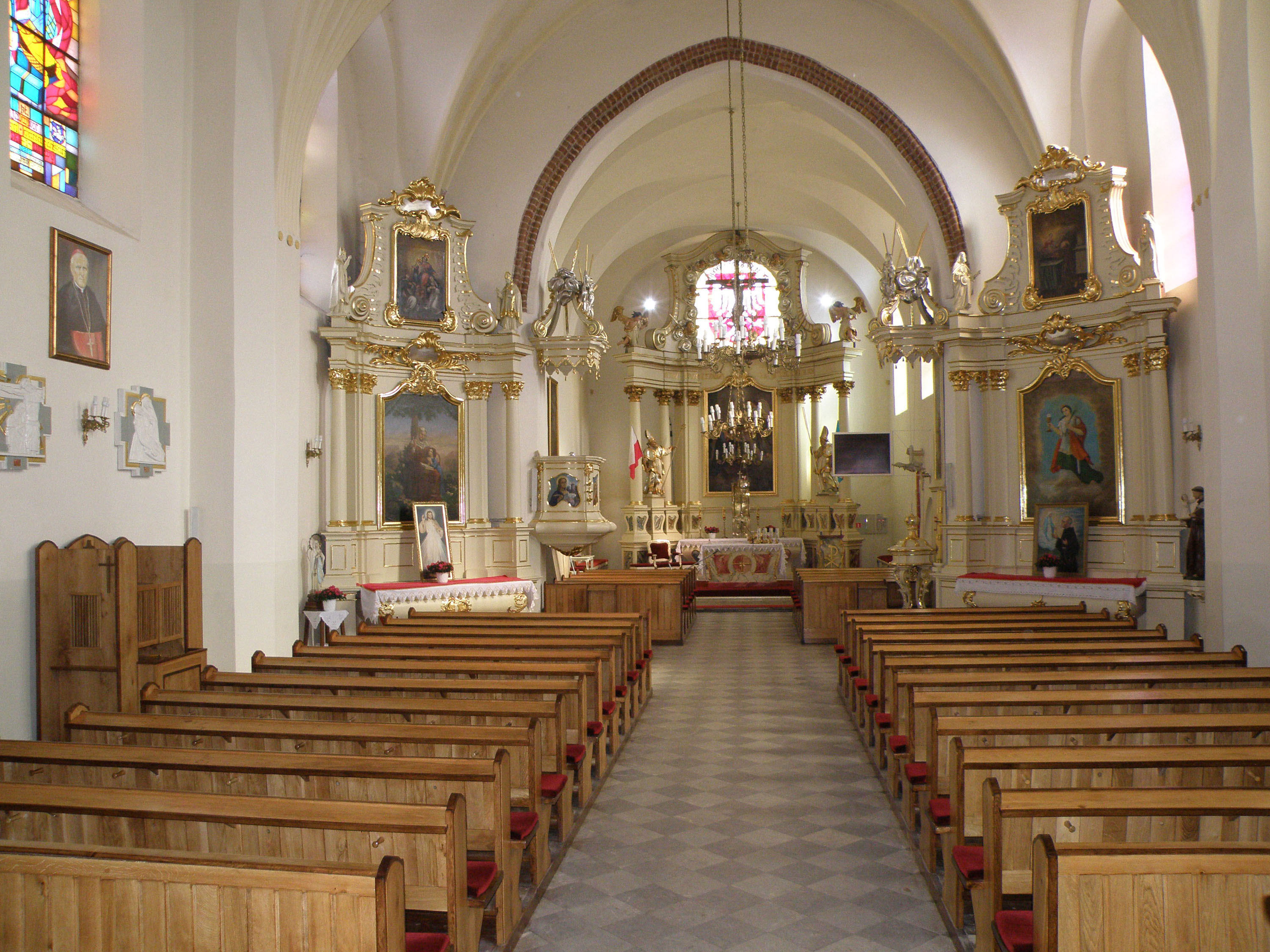
La nef de l'église
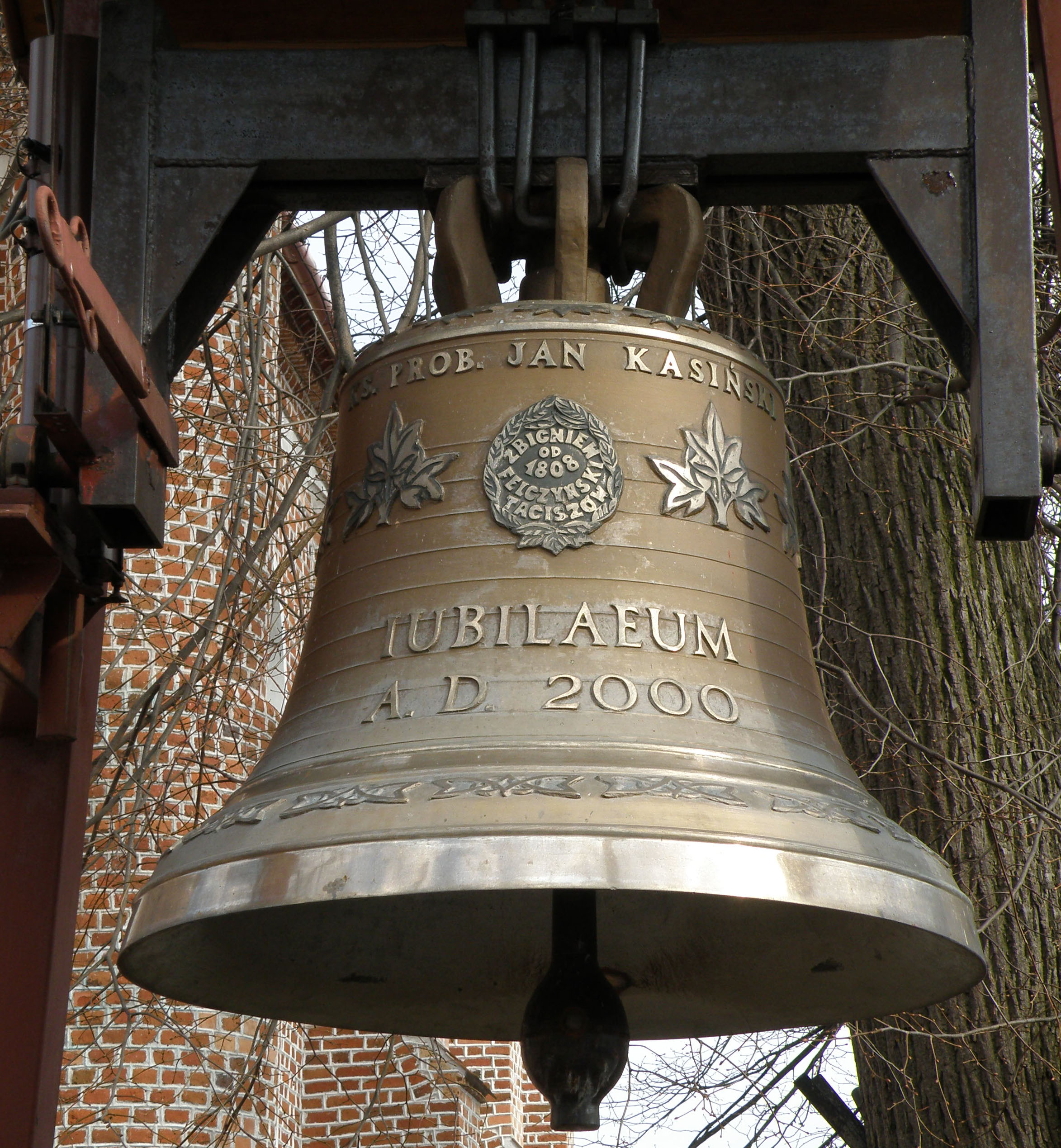
La cloche du Jubilé (2000)